# Леґіни (Бартошицький повіт)
Леґіни (пол. Leginy, нім. Legienen) — село в Польщі, у гміні Бартошиці Бартошицького повіту Вармінсько-Мазурського воєводства.
Населення — 65 осіб (2011).

## Демографія
Демографічна структура станом на 31 березня 2011 року:
|          | Загалом | Допрацездатний вік | Працездатний вік | Постпрацездатний вік |
| -------- | ------- | ------------------ | ---------------- | -------------------- |
| Чоловіки | 34      | 6                  | 24               | 4                    |
| Жінки    | 31      | 4                  | 22               | 5                    |
| Разом    | 65      | 10                 | 46               | 9                    |